# Mesochorus dilutus
Mesochorus dilutus là một loài tò vò trong họ Ichneumonidae.